# Umishô
Kenkō zenrakei suieibu umishō (ケンコー全裸系水泳部 ウミショー) est un manga de Mitsuru Hattori dont il existe une adaptation en anime.
Le manga fut prépublié dans le Weekly Shōnen Magazine de Kōdansha de 2005 à 2008 et comporte 9 volumes. La série est éditée par Pika en France.
La version animé est réalisée par Kōichirō Sōtome et scénarisée par Mamiko Ikeda. Produit par le studio Artland, la série est composée de 13 épisodes diffusés notamment sur Chiba TV du 4 juillet au 26 septembre 2007.

## Synopsis
Okiura Kaname apprécie énormément la natation mais ne peut se baigner en raison d’un traumatisme qu’il a subi depuis le primaire où il avait failli se noyer. Cependant, son amour pour la discipline fait qu’il est devenu le manager d'un club de natation du lycée Umisho, entrainant entre autres Orizuka une future grande nageuse. L’ambiance du club va être chamboulée par l’arrivée de Ninagawa, une jeune fille au tempérament à la fois naïf et sauvage qui a pour habitude de vivre au milieu de l’océan avec son père. Étant donné qu’elle semble avoir des grandes capacités au niveau de la natation, Orizuka veut se mesurer à elle et espère que sa venue pourra rehausser le niveau du club lors de futures compétitions. Alors qu’Okiura essaiera d’apprendre les règles des courses de natation à Ninagawa, cette dernière tentera de lui faire oublier son traumatisme afin qu’il puisse retrouver du plaisir à nager.

## Anecdote
Dans l'épisode 7 de la version animée, il y a un clin d'œil à Initial D où l'on voit la fameuse 86 d'Akina prendre un virage.
Dans l'épisode 10 de l'anime, un extrait de la 9e symphonie de Dvořák y est interprété.